# Ales Furundarena
Alejandro Furundarena García, también conocido como Áles Furundarena, nació en Bilbao, Vizcaya, el 20 de junio de 1963 es un actor español.
Se inició en el mundo del teatro en la década de los 80 y aunque estuvo trabajando en algunos episodios esporádicos de otras series nacionales, fue haciendo el papel de Fernando (Fermín como le llama Diego), el psicólogo homosexual de la serie Los Serrano, la más vista de Telecinco, donde se consagró como actor y obtuvo gran reconocimiento por el público de la pequeña pantalla.

## Cine
- Dinero fácil - (2010)
- Mighiss - (2009)
- Salir pitando - (2007) - Echevarría
- Mácula - (2003)
- Amor de madre - (1999) - Voz
- Rigor mortis - (1998)

## Televisión
- Allí abajo - (2017)
- Mar de plástico - (2015)
- B&b, de boca en boca - (2014)
- La que se avecina  - (2014)
- Cuéntame cómo pasó - (2013)
- Mario Conde: Los días de gloria - (2011)
- La República II - (2011)
- La República - (2010)
- La huella del crimen - (2010) - Cardona
- Hospital Central - (2009) - Dr. Lázaro
- Amar en tiempos revueltos - (2009) - Ferran Valverde
- La familia Mata - (2009)
- Acusados - (2009) - Arturo
- LEX - (2008)
- La mandrágora - (2006) - Monseñor Vanini
- El comisario - (2004)
- Los Serrano - (2003-2008) - Fernando/Fermín
- Javier ya no vive solo - (2002)
- Policías - (2001)
- Periodistas - (2000) - Narciso Ramírez
- ¡Ala... Dina! - (2000) - Jerónimo
- Señorío de Larrea - (1999)
- Los ojos de la ciudad - (1998)
- Juntos y revueltos - (1994)
- La novia de Frankenstein - (1988)

## Teatro
- El secreto de Puente Viejo, la historia jamás contada Compañía Boomerang TV (2014).
- Lo que ocurre dentro de Sergio Rubio. Compañía Proyectos Personales (2013)
- 19:30 de Patxi Amezcua. Dir.: Adolfo Fernández y Ramón Ibarra (2010)
- Yo, Satán de Antonio Álamo. Dir.: Álvaro Lavín (2005-2006)
- Muerte accidental de un anarquista de Dario Fo. Dir.: Pere Planella (2003)
- Pepe el romano de Ernesto Caballero. Dir.: Mikel G. de Segura (2002)
- Cabaret Caracol. Dir.: Emilio Goyanes. Compañía Laviébel (Granada, 2000)
- La ratonera. Dir.: Ramón Barea. Txalo Producciones (San Sebastián, 1998-1999)
- Rómulo el grade. Dir.: Luis Iturri. Teatro Arriaga (Bilbao, 1998)
- Malvaloca. Dir.: Ramón Barea. Teatro Tarima (Bilbao, 1998)
- Los cómicos del carro. Al Suroeste Producciones (Badajoz, 1995)
- ESPERANDO A GODOT. Teatro Porpol (Vitoria, 1994)
- Zanahorias en el vientre de la bestia. Dir.: Pape Pérez (1993)
- Domingueros. Dir.: Adolfo Fernández. Teatro Tarima (Bilbao, 1992)
- Teatro Mohicano. Dir.: Ramón Barea. Teatro Tarima (Bilbao, 1991)
- Canal TVT. Dir.: Adolfo Fernández. Teatro Tarima (Bilbao, 1990)